# Поганий банк
«Поганий» банк (англ. Bad bank) означає спеціальну фінансову інституцію, що створюється для скупівлі низько- та неліквідних активів інших банків, що іменуються в світовій практиці токсичними активами (англ. toxic assets).

## Класифікація
«Погані» (проблемні) активи — це ті активи, які мають комерційну цінність, але пов'язані з суперечкою, конфліктом, ризиком втрати, збитками або неефективним управлінням, зокрема:
1. Цінні папери, що не приносять дохід.
2. Активи, виведені шляхом махінацій, фіктивних операцій.
3. Підприємство, бізнес, де є корпоративний конфлікт, суперечки між партнерами, спірне майно, неоформлені права, приватизоване або придбане по операціях (нерухомість, в тому числі земля, устаткування, техніка, цінні папери тощо).
4. Ризикова участь в капіталі і бізнесі (акції, частка в бізнесі), інвестиції.
5. Активи, що використовуються власником неефективно.

## Історія питання
Історія розділення банків на «погані» і «хороші» почалася, як мінімум, в 1988 році, коли американський банк Mellon Bank перемістив свої «погані» позики на енергію і нерухомість в Grant Street National Bank, який фінансувався за рахунок негодящих облігацій і прямих інвестицій05[джерело?]. На початку 1990-х Швеція і Фінляндія націоналізували деякі з своїх великих банків і заснували «погані» банки, куди ті могли «викидати» свої активи. Приблизно в цей час в Америці був створена корпорація Resolution Trust Corporation, яка повинна була продавати позики і забезпечення сотень збанкрутілих ощадних банків. В кожному випадку активи, що поступили в «поганий» банк, становили приблизно 8 % від ВВП, згідно з дослідженням, проведеним експертами з Світового банку.05[джерело?]
Під час фінансової кризи 2008—2009 років політики взяли дещо від «поганих» банків. У жовтні 2008 року швейцарський банк UBS передав 60 млрд доларів «токсичних» активів до фонду за підтримки Швейцарського центрального банку. США взяли на себе велику частину збитків від проблемних активах Citigroup вартістю 306 млрд доларів і Bank of America вартістю 118 млрд доларів. Також в Америці за підтримки Федеральної резервної системи буде створений фонд для цінних паперів, забезпечених активами, який допоможе звільнити банки від «поганих» позик. Велика Британія у свою чергу заявила про можливість страхування банків від майбутніх збитків.05[джерело?]
Британський Royal Bank of Scotland оголосив 26 лютого 2009 року про рекордний збиток в британській корпоративній історії, а також про нову домовленість з урядом, що припускає вливання капіталу і державні гарантії від збитків. RBS також створює власний «поганий» банк і бере на себе конкретні зобов'язання з кредитування. Аналогічні заходи зі створення подібного фінансового інституту, обговорюються урядами Німеччини і Голландії.05[джерело?]

## Сучасний стан
Як відзначає The Economist,05[джерело?] одній з головних проблем, які стоять перед «поганим» банком, є встановлення ціни на активи, яка влаштовує як такий банк, так і продавця. На початку 1990-х років це питання стояло не так гостро, оскільки активи, головним чином, надходили від банків, які до того моменту вже збанкрутіли або знаходилися під державним контролем.
Сьогодні ж якщо «поганий» банк платитиме дорожче за справедливу ринкову вартість, то він збільшить ціну для платників податків, піддасть небезпеки свою політичну легітимацію і позбавляє ринок необхідної прозорості. Якщо ж він платитиме справедливу вартість або менше, то навряд чи банки захочуть брати участь. Таким чином, створення «поганого» банку спричиняє за собою додаткові вливання капіталу.
Альтернативою «поганому» банку, може стати націоналізація, але вона зв'язана з великими витратами.